# جون دوبويس
جون دوبويس (بالفرنسية: Jean Dubois)‏ هو كاهن كاثوليكي فرنسي، ولد في 24 أغسطس 1764 في باريس في فرنسا، وتوفي في 20 ديسمبر 1842 في نيويورك في الولايات المتحدة.